# Trnjanska Savica
Trnjanska Savica zagrebačko je gradsko naselje (kvart) u južnom dijelu grada. Nalazi se sjeverno od rijeke Save. Graniči na istoku s Folnegovićevim naseljem i Borovjem, na zapadu s naseljem Starim Trnjem, na sjeveru s mjesnim odborom "Marin Držić", te na jugu s istočnim dijelom Novog Zagreba točnije sa Zapruđem.
Nalazi se na jugoistočnom dijelu Trnja. Udaljeno je samo 8 minuta od centra grada. Iz stambenih zgrada pruža se predivan pogled na rijeku Savu, te na istočne dijelove Novog Zagreba, na Zapruđe. Naselje je 4 km udaljeno od Arene centar.
Kvart je dobro prometno povezan s centrom grada. Kroz Trnjansku Savicu, Avenijom Marina Držića, prolaze tramvajske linije 6,7 i 8, noćna linija 31, te autobusna linija 218 koja kvart povezuje s Glavnim kolodvorom.
Trnjanska Savica je poznata po svojim platoima. Ima ih 4, a prostiru se kroz gotovo cijeli kvart. 
Prema popisu stanovništva iz 2011. godine, naselje ima 8449 stanovnika.
Naselje karakteriziraju stambene zgrade sagrađene po socijalističkom modelu funkcionalnog naselja, odnosno naselja koje ima sve sadržaje potrebne za svakodnevni život stanovnika. Urbanizacija još uvijek traje i ovom kvartu se iznova grade nove stambene zgrade, posebice u njegovom jugoistočnom dijelu. 
Neke od institucija u naselju su Osnovna škola Jure Kaštelana, Dječji vrtić Savica, Tržnica „Savica”, Dom zdravlja, Knjižnica „Savica”, Državna geodetska uprava i Župa bl. Alojzija Stepinca u sklopu koje djeluje pastoralni centar i kapela bl. Alojzija Stepinca.
Prema podjeli ustanovljenoj Statutom Grada Zagreba 14. prosinca 1999., pripada gradskoj četvrti Trnje.
Poštanski broj je 10000.

## Sport
- NK ZET, nogometni klub
- NK Croatia 98, nogometni klub
- HTK Chromos Savica, teniski klub koji se natječe u 1. Hrvatskoj teniskoj ligi
- Karate klub Lotos

## Zanimljivosti
Na Savici su snimane poznate hrvatske humoristične serije:
Stipe u gostima i Zauvijek susjedi.

## Fotogalerija
- Najveća stambena zgrada na Savici, tzv. "oficirski neboder"
- Tržnica Savica
- Tipična arhitektura Savice
- Park kraj OŠ Jure Kaštelana